# 泉佐野市立末広小学校
泉佐野市立末広小学校（いずみさのしりつ すえひろしょうがっこう）は、大阪府泉佐野市南中安松にある公立小学校。

## 通学区域
- 羽倉崎上町、東羽倉崎町、新安松、南中安松、南中岡本、長滝、羽倉崎[1]

※卒業後は基本的に泉佐野市立佐野中学校に進学する。